# Журавлі (сотня УПА)
Журавлі — військовий підрозділ УПА (сотня), що входив до куреня «Промінь» 23-го (Калуського) тактичного відтинку «Магура» Військової округи-4 «Говерла», групи «УПА-Захід».

## Історія створення
Історія формування та діяльності бойової сотні УПА «Журавлі» розпочалася 19 квітня 1944 року. Основою став самооборонний кущовий відділ «Малини» (Володимира Макаровського) з 20 стрільців. Двотижневий вишкіл проводив «Заморський» (Роман Пінчук) в урочищі Мелещина біля с. Суходіл (Рожнятівський район). Далі відділ перейшов у Болохівські ліси біля с. Тростянець Долинського району, де його очолив «Шило» (Ярослав Юсип), котрий узяв нове псевдо «Журавель». В цей час «Довбуш» (Депутат Володимир) відбув вербувати новобранців на Перегінщину. Відділ збудував бараки і проходив посилений вишкіл без участі в бойових діях. На 28 червня 1944 року сотня «Журавлі» налічувала 180 стрільців.

## Бойові дії
На початку липня 1944 р. у зв'язку з каральними акціями німецьких поліційних військ проти жителів сіл Малагів (тепер — ур. Малагів Долинського району) і Кам'янка (тепер — Сколівського району) сотня «Журавлі» разом із сотнею «Заграва» вирушили на допомогу куреню «Скажені». 6 липня 1944 р. повстанці зробили вдалу засідку на німців коло с. Бряза. 9.07.1944 відділ відійшов у табір біля с. Ростока Долинського району для охорони повстанського шпиталю. Внаслідок хвороби командира «Журавля» командування перебрав чотовий «Довбуш» (Депутат Володимир). 11.07.1944 він розділив сотню на чоти у зв'язку з наближенням фронту і відвів на терени Рожнятівщини.
У другій половині липня сотня провела наскок на мадярський гарнізон у с. Жакля (тепер — присілок с. Шевченкове Долинського району) і напад на німецьку каральну експедицію в с. Спас Рожнятівського району. Далі відділ був доукомплектований і відійшов на Перегінщину.
У другій половині вересня сотня перебувала у Чорному лісі, а на початку жовтня 1944 р. повернулася на терени Калуської округи ОУН. Біля с. Суходіл командир «Журавель» розділив сотню на чоти і дав їм завдання.
Бійці сотень «Журавлі» і «Загроза» разом з місцевою боївкою під керівництвом П. Гожія арештували 11 червоноармійців і ліквідували з них шістьох (потрапили в полон під час заготівлі лісу в районі с. Спас і с. Луги) та ще трьох осіб партактиву, підірвали ділянку нафтопромислу «Сергів» й завдала збитку на 109 тис. рублів.
17 жовтня 1944 р. сотня взяла участь у наскоку на Перегінське разом з куренем Рена.
Під час нападу на нафтопромисел 11 лютого 1945 р. було знищено приміщення кочегарки, відкачування, центр нафтокачання, бурову вишку, конюшню, спалено в конторі документацію.